# 범게
범게(Orithyia sinica)는 범게과의 아주 특이한 게의 하나이며, 이 때문에, 별도의 상과와 과 그리고 속으로 분류하고 있다. 이전에는 조개치레상과 또는 밤게상과에 포함시켰다.
예를 들면, 범게의 유생은 그 어떤 게와도 다르다.

## 특징
범게는 아주 독특한 종으로 몸과 다리에 얼룩덜룩한 줄무늬가 있으며, 등딱지에 안점이 돌출해 있다. 암컷의 배면은 다른 종과 달리 아주 좁으며, 생식기가 밖으로 노출되어 있다. 다리는 끝이 평평한데, 이는 헤엄을 치기 위한 것이기 보다는 땅을 파기 위해 적응한 결과이다.

## 분포 및 어업
범게는 대한민국에서 홍콩까지 아시아 대륙의 해안을 따라서 발견되지만, 대만과 류큐 열도 그리고 일본 근해의 제도에서는 발견되지 않는다. 이 게의 유생은 부유한다. 범게를 취급하는 어느 국가이든 게 어업에서 범게가 차지하는 규모는 작지만 고급 어종으로 높은 가격에 거래된다. 대한민국에서는 서해에서 주로 잡히며 맛이 좋아 개체수가 감소하고 있는데, 전남해양수산과학원은 범게 종묘 2만 마리를 생산, 방류했다.

## 학명의 어원
속명 오리티아(Orithyia)는 고대 그리스 신화의 아테네 왕 에레크테우스의 딸, 오레이티아의 이름을 딴 것이다.